# Phare de l'île de la Tortue (pointe est)
Le phare de l'île de la Tortue (est) est un phare actif situé à l'extrémité est de l'île de la Tortue à Haïti, en mer des Caraïbes.

## Histoire
L'île de la Tortue est une île importante située au nord de la côte haïtienne. Connue sous le nom espagnol de Tortuga, elle était la base de pirates à l'apogée de la piraterie dans les Caraïbes. Elle fait partie de l'Arrondissement de Port-de-Paix.
Le phare actuel , identique au phare de la pointe ouest est situé à la pointe est de l'île. Accessible uniquement par bateau.
 

## Description
Ce phare  est une tour tronconique en maçonnerie à claire-voie, avec une galerie et une lanterne de 14 m de haut. La tour est peinte en bandes blanches et rouges et le dôme de la lanterne est rouge. Il émet, à une hauteur focale de 23,5 m, deux éclats blancs de 0.5 seconde par période de 6 secondes. Sa portée est de 14 milles nautiques (environ 26 km).
Identifiant : Amirauté : J5414 - NGA : 110-14232.
|       |
| Haïti |

## Caractéristique dufeu maritime
Fréquence : 6 secondes (W-W)
- Lumière : 0.5 seconde
- Obscurité : 1 seconde
- Lumière : 0.5 seconde
- Obscurité : 4 secondes

### Lien connexe
- Liste des phares d'Haïti